# بنك تورنتو دومينيون
بنك تورنتو دومينيون (إنجليزية: Banque Toronto-Dominion)‏ هي شركة مصرفية ومالية كندية متعددة الجنسيات يقع مقرها الرئيسي في تورنتو ، أونتاريو . تُعرف باسم تي دي وتعمل باسم تي دي بنك جروب (إنجليزية: Groupe Banque TD)‏ ، تم إنشاء البنك في 1 فبراير 1955 ، من خلال اندماج بنك تورنتو وبنك دومينيون ، اللذين تم تأسيسهما في 1855 و 1869 على التوالي. إنه أحد البنوك الخمسة الكبرى التي تأسست في تورنتو ، والآخر هو البنك الإمبراطوري الكندي للتجارة .
في عام 2017 ، وفقًا لـ ستاندرد آند بورز ، كانت تي دي بنك جروب أكبر بنك في كندا من حيث إجمالي الأصول ، وثاني أكبر بنك من حيث القيمة السوقية ، وأكبر 10 بنوك في أمريكا الشمالية ، و 26 أكبر بنك في العالم . في عام 2019 ، تم اختياره كبنك عالمي مهم من قبل مجلس الاستقرار المالي .
يعمل لدى البنك والشركات التابعة له أكثر من 89000 موظف وأكثر من 26 مليون عميل حول العالم. في كندا ، يعمل البنك باسم تي دي بنك كندا ترست ويخدم أكثر من 11 مليون عميل في أكثر من 1091 فرعًا. في الولايات المتحدة ، تعمل الشركة باسم تي دي بنك ، الذي تم إنشاؤه من خلال دمج تي دي بنك الشمال وكوميرس بنك . يخدم بنك تي دي أكثر من 6.5 مليون عميل في الولايات المتحدة من خلال شبكة تضم أكثر من 1200 فرع في ستة عشر ولاية ومقاطعة كولومبيا .

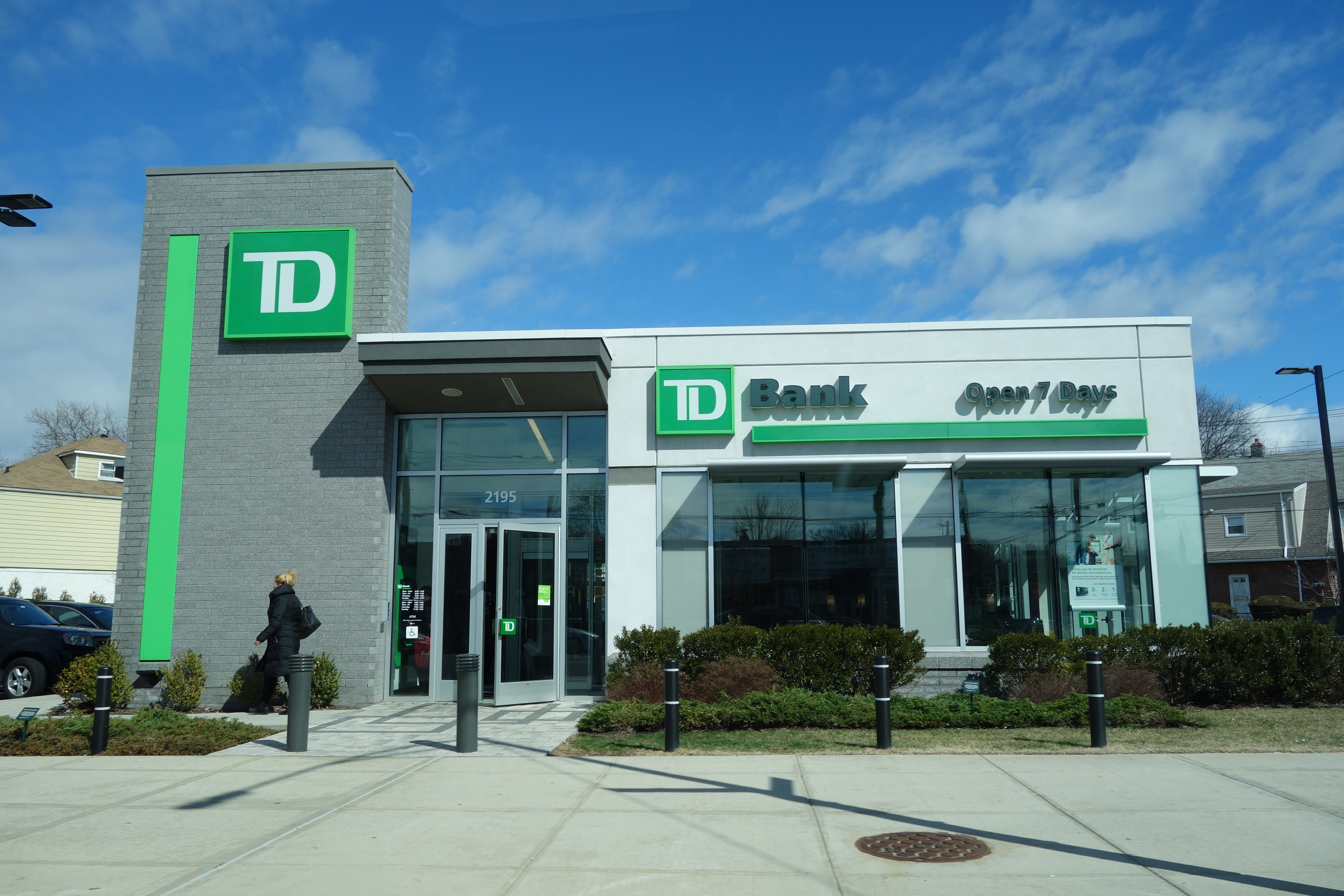
بنك تي دي ، فرع NA في مدينة نيويورك. توسع بنك TD إلى الولايات المتحدة في أوائل القرن الحادي والعشرين.